# Aristotele (nome)
Aristotele  è un nome proprio di persona italiano maschile.

## Varianti in altre lingue
- Catalano: Aristòtil
- Ceco: Aristotelés
- Croato: Aristotel
- Esperanto: Aristotelo
- Francese: Aristote
- Galiziano: Aristóteles
- Greco antico: Ἀριστοτέλης (Aristotĕles)[2]
- Greco moderno: Αριστοτέλης (Aristotelīs)
  - Ipocoristici: Άρης (Aris)
- Inglese: Aristotle[2]
- Irlandese: Arastotail
- Islandese: Aristóteles
- Latino: Aristoteles[1]
- Lettone: Aristotelis
- Lituano: Aristotelis
- Maltese: Aristotli
- Occitano: Aristòtel
- Persiano: ارسطو (Arastoo)[2]
- Polacco: Arystoteles
- Portoghese: Aristóteles
- Rumeno: Aristotel
- Russo: Аристотель (Aristotel')
- Sloveno: Aristotel
- Spagnolo: Aristóteles
- Tedesco: Aristoteles
- Ucraino: Аристотель (Aristotel')
- Ungherese: Arisztotelész

## Origine e diffusione
Deriva dal nome greco Ἀριστοτέλης (Aristotĕles), composto dagli elementi ἄριστος (àristos, "ottimo", "il migliore", da cui anche Aristeo, Aristogitone, Aristocle, Aristide e Aristofane) e τέλος (tèlos, "scopo", "obiettivo"); può essere interpretato come "[lo] scopo migliore", "ottimo fine".

## Onomastico
L'onomastico si può festeggiare il 1º novembre, giorno di Ognissanti, poiché il nome non possiede santo patrono ed è quindi adespota.

## Persone

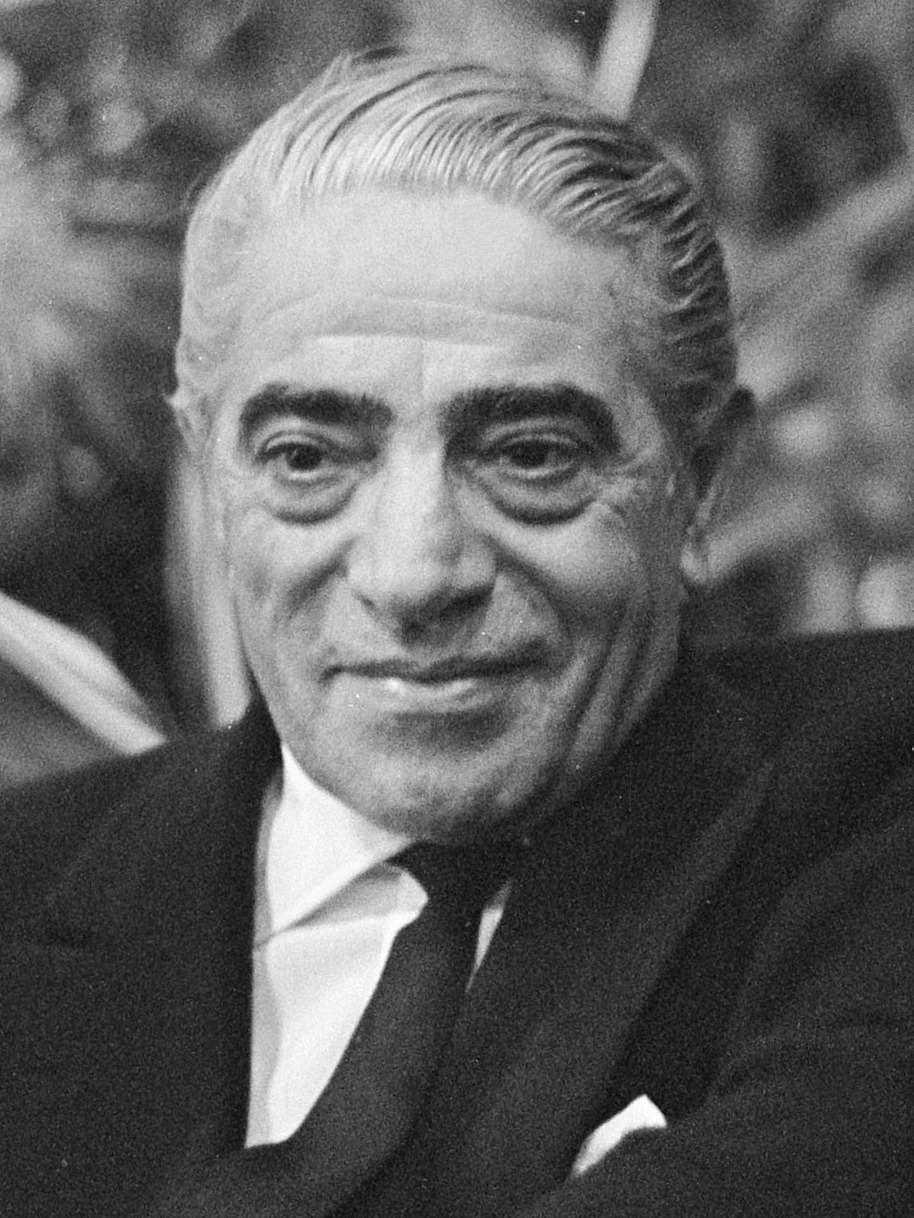
Aristotele Onassis

- Aristotele, filosofo e scienziato greco antico
- Aristotele Fioravanti, architetto e ingegnere italiano
- Aristotele Onassis, armatore greco

### Varianti
- Aristotelis Valaoritis, poeta greco

## Il nome nelle arti
- Aristoteles è un personaggio del film del 1984 L'allenatore nel pallone, diretto da Sergio Martino.
- Aristotle Kristatos è un personaggio del film del 1981 Solo per i tuoi occhi, diretto da John Glen.